# Ophiraphidites
Ophiraphidites is een geslacht van sponsdieren uit de klasse van de Demospongiae (gewone sponzen).

## Soort
- Ophiraphidites tortuosus Carter, 1876